# Trochocarpa dispersa
Trochocarpa dispersa är en ljungväxtart som beskrevs av Herman Otto Sleumer. Trochocarpa dispersa ingår i släktet Trochocarpa och familjen ljungväxter. Inga underarter finns listade i Catalogue of Life.